# Sint-Rafaëlkerk (Heidelberg)
De Sint-Rafaëlkerk (Duits: St. Raphaelkirche) is een katholiek kerkgebouw in het Heidelberger stadsdeel Neuenheim. De Rafaëlkerk werd in de jaren 1903-1905 in de neoromaanse stijl gebouwd en draagt het patrocinium van de aartsengel Rafaël.

## Geschiedenis

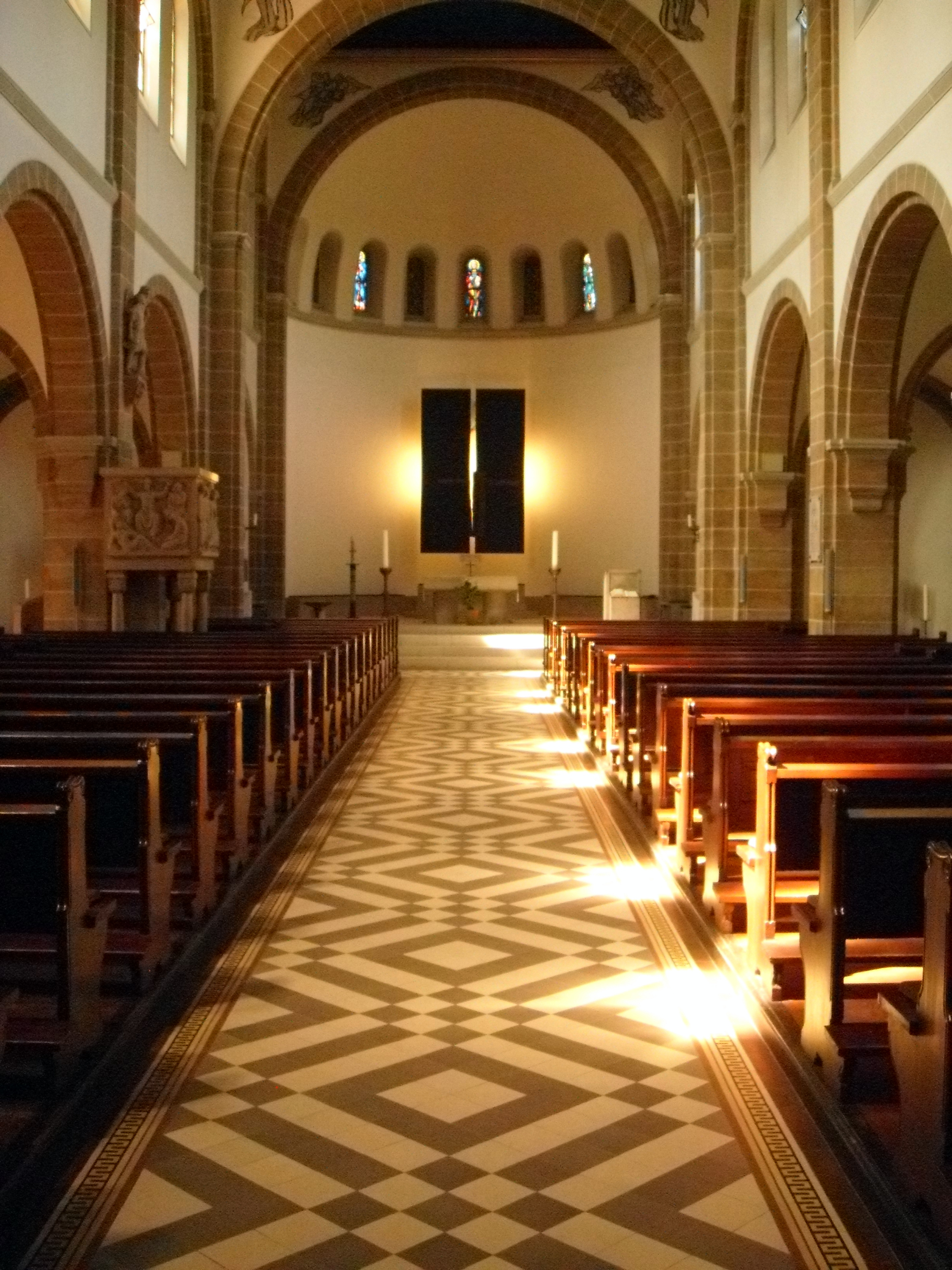
Interieur

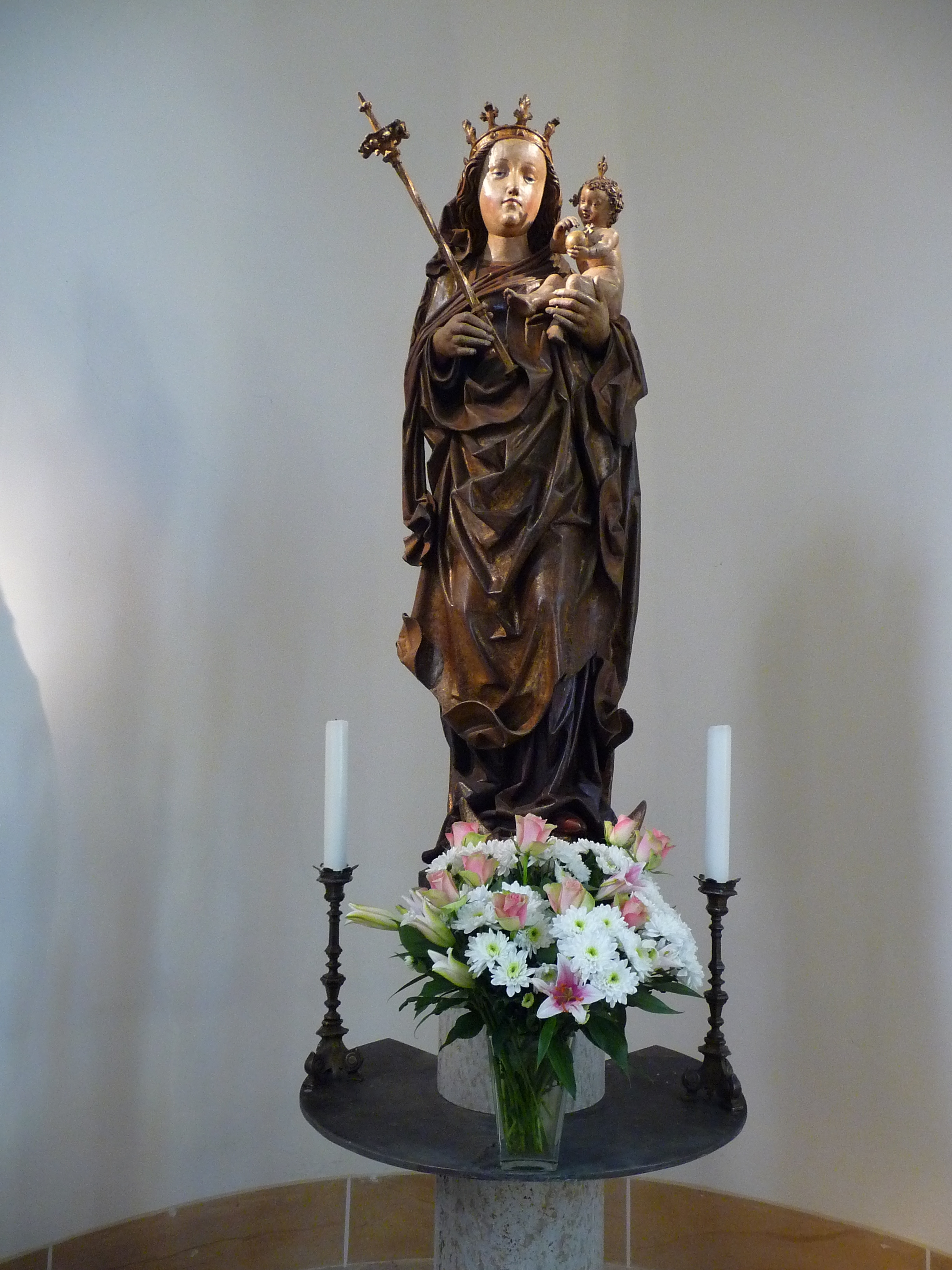
Maansikkelmadonna

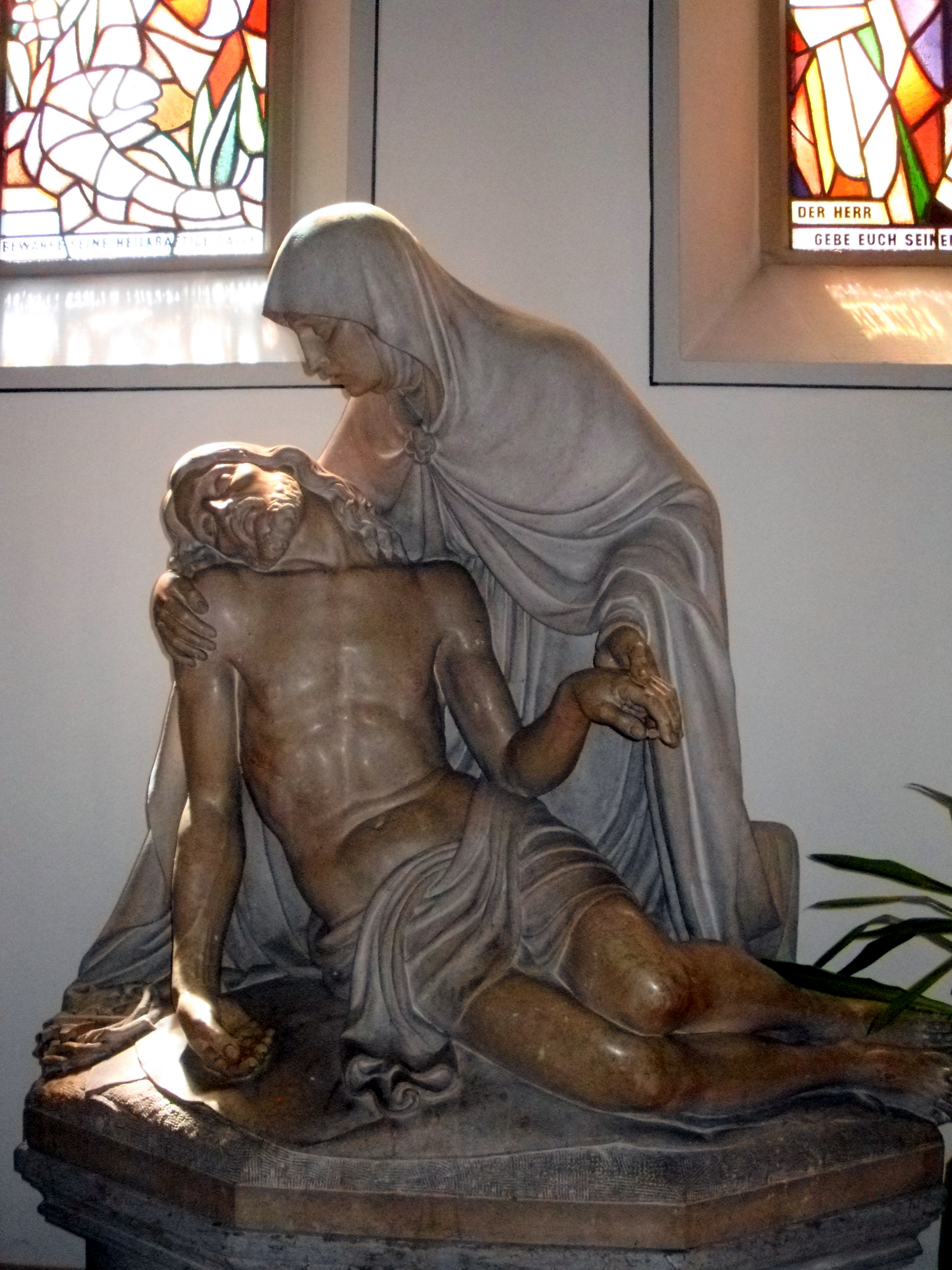
Vesperbeeld

Nadat de reformatie in Keur-Palts werd ingevoerd werd ook de Johanneskerk een kerk waarin de nieuwe leer werd gepredikt. Bij de gemeentelijke herindeling in 1891 werd het dorp Neuenheim bij Heidelberg gevoegd en vanaf dat moment groeide het inwonertal van het nieuwe stadsdeel snel. Ook het aantal katholieken, die naar de verderop gelegen Sint-Vituskerk in Handschuhsheim ter kerke gingen, nam toe en daarmee groeide ook de wens naar een eigen kerkgebouw.
De bouw van de nieuwe kerk werd geleid door de aartsbisschoppelijke architect, Ludwig Maier, die in Heidelberg ook verantwoordelijk was voor de bouw van de Sint-Bonifatiuskerk in de westelijke binnenstad en de Sint-Petruskerk in het stadsdeel Kirchheim. In 1903 vond de eerstesteenlegging plaats en met kerst 1904 werd de eerste mis gevierd. Op 16 oktober 1905 werd de Rafaëlkerk door de Freiburger aartsbisschop Thomas Nörber ingewijd.
Het niet veel voorkomende patrocinium van de aartsengel Rafaël heeft de kerk te danken aan een grote gift voor de bouw van de kerk afkomstig van een familie die daarmee hun vroeg overleven zoon wilden herdenken, de zoölogieprofessor Raphael Slidell von Erlanger (23 juli 1865-† 29 november 1897), wiens epitaaf zich in de kerk bevindt.
In de jaren 1967-1968 werden het hoogaltaar en de zijaltaren verwijderd en het koor conform de liturgische hervormingen van het Tweede Vaticaans Concilie heringericht.
Ter gelegenheid van het 100-jarig jubileum werd de kerk in 2005 grondig gerenoveerd.

## Beschrijving

#### Architectuur
De Rafaëlkerk is een neoromaans gebouw dat zich aan Italiaanse voorbeelden oriënteert. Het betreft een drieschepige pijlerbasiliek zonder transept van het vroegchristelijke type met een breed, vlakgedekt middenschip. De smalle vijf traveeën tellende zijschepen hebben daarentegen gewelven. De kerk kent omwille van stedebouwkundige redenen een westelijke oriëntatie. De buitenmuren bestaan uit geelachtige klinkers en zijn versierd met pilasters, lisenen, lijsten en boogfriezen. Terwijl de toren met het piramidedak aan Venetiaanse kerken doet denken, diende de dom van Pisa als voorbeeld voor de gevel. Een kruisigingsgroep bekroont de gevel. Onder de puntgevel bevinden zich op beide hoeken een knielende engel.

#### Interieur
Het interieur heeft een moderne en zakelijke uitstraling. Van de oorspronkelijke neoromaanse inrichting bleef weinig bewaard. Het vlakke plafond werd bij de laatste renovatie naar middeleeuws voorbeeld in een diep donkerblauwe kleur geverfd. De kansel uit 1939 wordt door vier zuilen gedragen en toont de Bergrede, de uitzending van de apostelen en de sacramenten. Het koor werd na de afbraak van het hoogaltaar herhaaldelijk heringericht. Tegenwoordig hangt op de plaats van het vroegere hoogaltaar het kunstwerk Schrei und Wolke van Udo Körner, dat aan de dood en de verrijzenis van Jezus herinnert.
Op de noordelijke kant bleven de oorspronkelijke ramen van de Heidelberger glasschilder Heinrich Beiler met voorstellingen van heiligen bewaard. De ramen van het zuidelijke zijschip werden in 1944 door een brandbom vernield en zijn in 1954 vervangen door een cyclus van Willy Oeser, die de geschiedenis van Rafaël uit het deuterocanonieke boek Tobit weergeeft. Van Willy Oeser stamt ook de  kruisweg en de ramen in en de mozaïeken van het koor.
Voorts bevinden zich in de kerk enkele oudere kunstwerken, zoals een deel van een 18e-eeuwse kruisweg en in de linker apsis een bijna levensgrote maansikkelmadonna uit de late 15de eeuw.

#### Klokken
In de toren hangen vijf klokken, die met de tonen e', fis', gis', h' en cis" zijn gestemd en aan de Onbevlekte Ontvangenis, Sint-Johannes de Doper en de aartsengelen Rafaël, Gabriël en Michaël werden gewijd. De grootste klok, die dateert uit de tijd dat de kerk werd gebouwd, weegt 1050 kg. en werd in 1904 door Benjamin Grüninger uit brons gegoten. De klok overleefde het omsmelten van talloze klokken in de beide Wereldoorlogen De andere vier klokken werd in 1954 door de Heidelberger klokkengieterij Schilling gegoten.